# 152 (nombre)
Cet article concerne le nombre 152. Pour l'année, voir 152.
152 (cent cinquante-deux) est l'entier naturel qui suit 151 et qui précède 153.

## En mathématiques
Cent cinquante-deux est :
- La somme de quatre nombres premiers consécutifs (31 + 37 + 41 + 43).
- Un nombre Harshad.
- Un nombre nontotient.

## Dans d'autres domaines
Cent cinquante-deux est aussi :
- Le numéro de modèle d'un avion américain, le Cessna 152.
- Années historiques : -152, 152.